# Râul Colceag
Râul Colceag este un curs de apă, afluent al Mostiștei.